# Chintschin-Integral
Das Chintschin-Integral (engl. Khinchin integral) ist ein Integralbegriff, der die Riemann und Lebesgue-Integrale verallgemeinert. Das Integral ist nach Alexander Chintschin benannt und wird manchmal auch als Denjoy-Chintschin-Integral, verallgemeinertes Denjoy-Integral oder breites Denjoy-Integral bezeichnet.
Die Definition des Chintschin-Integral ähnelt sehr der des Denjoy-Integrals, allerdings benötigt ersteres nur eine approximative Differenzierbarkeit der Stammfunktion.

## Einleitung
Verallgemeinerte absolute Stetigkeit:
Eine Funktion {\displaystyle F:[a,b]\to \mathbb {R} } ist verallgemeinert-absolut-stetig (engl. generalized absolutely continuous) auf {\displaystyle E\subseteq [a,b]}, falls {\displaystyle E} sich als abzählbare Vereinigung schreiben lässt {\displaystyle \textstyle E=\bigcup _{i\in I}E_{i}}, wobei {\displaystyle F} auf {\displaystyle E} stetig ist und auf {\displaystyle \{E_{i}\}_{i\in I}} absolut-stetig.
Punkt einer Dichte:
Sei {\displaystyle E} eine messbare Menge und {\displaystyle c} ein reelle Zahl. Die Dichte von {\displaystyle E} in {\displaystyle c} ist definiert als der Grenzwert
{\displaystyle d_{c}E=\lim \limits _{h\to 0^{+}}{\frac {\mu (E\cap (c-h,c+h))}{2h}}}
sofern dieser existiert und {\displaystyle c} ist genau dann ein Punkt der Dichte (engl. point of density), wenn {\displaystyle d_{c}E=1} ({\displaystyle \mu } bezeichnet das Lebesgue-Maß).
Die Menge aller Punkte der Dichte von {\displaystyle E} bezeichnet man mit {\displaystyle E^{d}}.
Approximative Stetigkeit:
Sei {\displaystyle f:[a,b]\to \mathbb {R} } und {\displaystyle c\in [a,b]}. Dann ist {\displaystyle f} approximativ-stetig in {\displaystyle c}, falls eine messbare Menge {\displaystyle E\subseteq [a,b]} existiert, so dass
{\displaystyle c\in E^{d}} und {\displaystyle f} auf {\displaystyle E} in {\displaystyle c} stetig ist.
Approximative Differenzierbarkeit
Sei {\displaystyle F:[a,b]\to \mathbb {R} } und {\displaystyle c\in [a,b]}. {\displaystyle F} ist approximativ-differenzierbar in {\displaystyle c}, falls eine messbare Menge {\displaystyle E\subseteq [a,b]} existiert, so dass
{\displaystyle c\in E^{d}} und {\displaystyle F} auf {\displaystyle E} in {\displaystyle c} differenzierbar ist. Die approximative Ableitung (engl. approximate derivative) bezeichnen wir mit {\displaystyle F'_{ap}}.

## Definition
Eine Funktion {\displaystyle f:[a,b]\to \mathbb {R} } ist Chintschin-integrierbar auf {\displaystyle [a,b]}, falls eine verallgemeinert-absolut-stetige Funktion {\displaystyle F:[a,b]\to \mathbb {R} } existiert, so dass {\displaystyle F'_{ap}=f} fast überall auf {\displaystyle [a,b]}. Das Chintschin-Integral {\displaystyle I_{\mathcal {K}}} ist dann
{\displaystyle I_{\mathcal {K}}(f)=F(b)-F(a)}.